# Herb gminy Rusinów
Herb gminy Rusinów – jeden z symboli gminy Rusinów, ustanowiony 18 listopada 2013.

## Wygląd i symbolika
Herb przedstawia na tarczy czerwonym pod złotym krzyżem św. Andrzeja głowę łabędzia srebrnego z szyją i skrzydłem, ze złotym dziobem. Krzyż św. Andrzeja nawiązuje do patrona kościoła parafialnego w Nieznamierowicach. Głowa łabędzia z szyją i skrzydłem zaczerpnięta została z herbu Łabędź rodu Duninów, którzy na obszarze gminy posiadali swoje majątki w XIV i XV wieku.